# Chronos
 Ikke at forveksle med Kronos.
Chronos (oldgræsk: Χρόνος) er i græsk mytologi personifikationen af tiden. Han forveksles ofte med titanen Kronos med det enslydende navn.

## Overlevering
Han er ofte afbildet som en gammel, gråhåret mand med skæg. Han optræder også i skikkelse af en slange med tre ansigter: Et menneskes, en tyrs og en løves. Sammen med sin datter Ananke - gudinde for uundgåelighed - der også har en slanges skikkelse, beskyttede Chronos verdensægget, indtil de knuste det for at skabe Jorden, havet og himmelen. Ifølge den orfiske kult dannede Chronos også Æter og Kaos og skabte et æg af sølv i Æter. Fra det æg blev guderne Phanes og Hydrus udklækket. De blev senere ophav til de første guder og universet. 
Pherekydes af Syros (født omkring 550 f.Kr. og muligvis lærer for Pythagoras) forfattede Heptamykhos (overleveret kun i fragmenter), som beskriver verdens skabelse fra en guddommelig treenighed: Zas (Zeus), Chronos og Chthonie eller Ge (Jorden). I Metafysikken, del 14, omtaler Aristoteles Pherekydes som en teolog, der blandede myter med teologi.

## Etymologi
Navnet betyder egentlig "tid" på græsk og skrives som regel Khronos (latiniseret til Chronus).
Hans navn har givet ophav til ord som "kronisk" (noget vedvarende) og "kronik" (en tekst om et tema i tiden); til "krønike" (som fortæller om et tidsrum) og "kronologi" (der ordner noget efter tid); og til "kronometer" (en tidsmåler - "meter" betyder "mål" på græsk og har ikke noget med længde at gøre) og "anakronisme" (noget, der er forkert anbragt i tid, som en romersk legionær med armbåndsur).